# Портрет Дориана Грея (фильм, 1970)
«Портрет Дориана Грея» (нем. Das Bildnis des Dorian Gray) — кинофильм режиссёра Массимо Далламано, вышедший в 1970 году. Экранизация одноимённого романа Оскара Уайльда.

## Сюжет
Руки Дориана Грея обагрены кровью. Он резко передвигается по своему дому, в одной из комнат закрывает тело убитого, сжигает в камине его личные вещи…
Действие романа было перенесено в шестидесятые годы XX века, при этом был сохранён антураж свободных нравов высшей буржуазии, характерный для викторианской эпохи. После посещения увеселительного заведения с Генри Уоттоном и Бэзилом Хуолвордом юный Дориан едет в театральную студию, на сцене которой роль Джульетты репетирует начинающая актриса Сибилла Вейн. Внезапно вспыхнувшая симпатия продолжается в прогулках по ночному городу и завершается в спальне Дориана (Сибилла солгала, что живёт далеко за городом, чтобы остаться у него на ночь).
Дориан Грей позирует художнику Бэзилу Хуолворду, который пишет его портрет. В мастерскую приезжает Генри Уоттон со своей сестрой Гвендолин, они поражены ещё незавершенным портретом. Гвен не спускает глаз с Дориана, пока, воспользовавшись паузой, он принимает душ. Дориана приглашают на вечеринку, но он без раздумий отвергает её в пользу вечера с Сибиллой.
Портрет Дориана завершён. Дориан влюблён в изображение и негодует, что его красота со временем будет угасать, а картина останется неизменной. В сердцах Дориан восклицает, чтобы старился портрет, а он — никогда.
Гостей светской вечеринки Дориан увлекает на спектакль, главную роль в котором играет Сибилла. Спектакль кончается оглушительным провалом — игра актрисы чудовищна. Дориан раздосадован тем, что выставлен на посмешище перед друзьями. Возникшая ссора приводит Сибиллу к самоубийству — она бросается под колёса автомобиля, в то время как Дориан проводит ночь с Гвендолин, сестрой Генри.
На следующее утро Дориан видит изменения в своём портрете. В попытках объяснения он обращается к своему другу-химику Алану, который проводит анализ, но не находит ничего странного в холсте и красках. Дориан сожалеет о своём жестоком обращении с Сибиллой, отправляет ей телеграмму, после чего узнаёт от Генри о её смерти. Генри утешает Дориана, говоря, что жизнь на этом не кончается.
В молодость и красоту Дориана влюбляются женщины самых разных возрастов. Он активно этим пользуется. Ведёт светскую жизнь, о его похождениях пишут таблоиды, число его романов растёт день ото дня. При этом изображение на портрете принимает на себя все присущие возрасту изменения.
На одной из вечеринок Алан знакомит Дориана со своей супругой Элис, которую Дориан совершенно бесцеремонно соблазняет под объективами фотоаппарата.
Бэзил собирается надолго уехать в Париж, но перед этим пытается вразумить Дориана относительно его образа жизни и поступков. В сердцах Дориан решается показать автору его же творение — свой портрет. Бэзил поражён произошедшими изменениями. Испугавшись, что его тайна получит огласку, Дориан убивает Бэзила, а сокрыть улики заставляет Алана, шантажируя его.
На Дориана нападает Джеймс Вейн — брат Сибиллы, все эти годы лелеявшего мечту о мести. Дориану удаётся убедить его, что он достаточно молод, чтобы быть причиной смерти его сестры. Позже, разгадав тайну, Вейн продолжает преследовать Дориана, пока во время охоты сам случайно не попадает под пулю охотника.
Дориан перед своим портретом, изображение на холсте его ужасает, и он кончает жизнь самоубийством с помощью ножа, после чего изображению на портрете возвращается молодость и красота, а труп Дориана безобразно стареет. Мертвеца, лежащего под портретом, опознают только по кольцу…

## В ролях
- Хельмут Бергер — Дориан Грей[англ.]
- Герберт Лом — Генри Уоттон
- Мари Лильедаль — Сибилла Вейн
- Ричард Тодд — Бэзил Холлуорд
- Мария Ром — Элис Кэмпбелл
- Маргарет Ли — Гвендолин
- Берил Каннингэм — Адриана
- Иза Миранда — миссис Ракстон
- Элеонора Росси Драго — Эстер Клоустон
- Ренато Романо — Алан Кэмпбелл
- Стюарт Блэк — Джеймс Вэйн
- Франческо Тензи — мистер Клоустон

## Съёмочная группа
- Авторы сценария:
  - Массимо Далламано
  - Марчелло Кошия
  - Гюнтер Эберт
- Режиссёр: Массимо Далламано
- Оператор: Отелло Спила
- Художник: Марио Амброзино
- Монтаж:
  - Николас Вентворф
  - Лео Жан
- Композиторы:
  - Пеппино Де Лука
  - Карлос Пес
- Продюсер: Гарри Алан Тауэрс